# Nokia 6215i
Il Nokia 6215i è un telefono cellulare prodotto dall'azienda finlandese Nokia e messo in commercio nel 2006.

## Caratteristiche
- Dimensioni: 85 x 46 x 19 mm
- Massa: 85 g
- Risoluzione display interno: 128 x 128 pixel a 262 144 colori
- Risoluzione display esterno: 96 x 64 pixel a 65 000 colori
- Durata batteria in conversazione: 4 ore
- Durata batteria in standby: 240 ore (10 giorni)
- Fotocamera: 0.3 megapixel
- USB